# Carol Ginter
Carol Ginter (Caracas, Venezuela; 22 de septiembre de 1976) es una diseñadora de moda y empresaria venezolana. Ha llevado sus colecciones a pasarelas internacionales como el Fashion Week Panama.

## Biografía

### Primeros años
Nació en Caracas, Distrito Capital, Venezuela. Su infancia transcurrió en su ciudad natal, cursó estudios de bachillerato en el Colegio Santiago de León de Caracas. Posteriormente, durante su formación en el mundo de la moda, se formó en el Instituto de Diseño de Caracas y el Instituto de Diseño Villasmil de León.

### Miss Venezuela
Antes de ser una referencia del diseño, participó en el certamen de belleza, Miss Venezuela (1996) representando el Municipio Libertador. Durante ese año, algunas de las candidatas más destacadas fueron Marena Bencomo (Carabobo) quien resultó ganadora, Consuelo Adler (Miranda), Tatiana Irizar (Táchira), Gabriela Vergara (Barinas), Karelis Ollarves (Costa Oriental), entre otras.
Logró entrar en el concurso gracias a una amiga que la llevó a una agencia de modelaje y al día siguiente fue aceptada por Osmel Sousa, quien dirigió por años la Organización Miss Venezuela. En medio de esa preparación entró al mundo de la moda y el modelaje.

### Diseño de moda
Luego de su paso por el Miss Venezuela, descubrió que quería seguir en la industria. Por lo que desfiló en varias pasarelas nacionales e internacionales. Como diseñadora, sus primeros pasos fueron interviniendo unos jeans para luego crear sus propios cortes. Abrió su tienda en Los Palos Grandes en el año 2006, pero ya antes había lanzado su primera colección Hechizo (2003), seguida de Ángeles (2004), Kiss Me (2004), Siete Pecados Capitales (2007), Tacón de Mujer (2007), fue la encargada de vestir a la Barbie en la colección especial Barbie By Carol Ginter (2009), posteriormente creó Cintura de Avispa, Divina como pocas, Hippie Chie, White House, Black Market, la colección homenaje a su madre llamada Carol Andrea (2014), Woman In Love (2015), Happy Diva (2015), Evolution (2016) y La Belle Epoque (2018).
La Belle Epoque es su más reciente colección, fue lanzada en el mes de octubre de (2018) en La Quinta La Guapa, Caracas. Para este trabajo realizó piezas que resaltan la cintura y estilizan en cuerpo de las mujeres. El evento contó con la animación del periodista y productor venezolano, Luis Olavarrieta y a él asistieron destacadas figuras de la farándula nacional, como Viviana Gibelli, Cynthia Lander, Jacqueline Aguilera.
Durante su carrera como diseñadora ha vestido a personalidades venezolanas como Caterina Valentino, Marjorie Magri, Migbelis Castellanos, Jacqueline Aguilera, Karina Velásquez, Kerly Ruiz, Josemith Bermúdez, María Antonieta Duque, entre otras. Además, desde que se formó una nueva junta en la Organización Miss Venezuela, ha sido la encargada de los diseños de las misses para el certamen y los eventos especiales.

### Labor social
Carol Ginter durante su carrera se ha preocupado por los venezolanos y ha apoyado a varias fundaciones. Durante la colección Carol Andrea en homenaje a su madre, los recaudos fueron destinados al pago de quimioterapias de pacientes con cáncer.
Actualmente colabora con la fundación Barriga Llena Corazón Contento.